# Kommattivaara
Kommattivaara är en kulle i Finland. Den ligger i Sodankylä i norra Lappland, ca 6 km öster om centralorten. På och vid Kommattivaara finns skidstadion med skjutbana för skidskytte, motionsspår på 1–7 km (vintertid skidspår), slalombacke, simstrand med vinterbad och en motocrossbana.
Toppen på Kommattivaara är 317 meter över havet. eller 124 meter över den omgivande terrängen. Bredden vid basen är 5,5 km.
Terrängen runt Kommattivaara är huvudsakligen platt. Trakten runt Kommattivaara är glesbefolkad, med mindre än två invånare per kvadratkilometer. Närmaste större samhälle är Sodankylä (med ca 5 000 invånare), 6,1 km väster om Kommattivaara. 
Trakten ingår i den boreala klimatzonen. Årsmedeltemperaturen i trakten är (räknat enligt marktemperatur) −4 °C. Den varmaste månaden är juli, då medeltemperaturen är 15 °C, och den kallaste är december, med −15 °C.